# أل تاليافيرو
أل تاليافيرو (بالإنجليزية: Al Taliaferro)‏ هو فنان قصص مصورة أمريكي، ولد في 29 أغسطس 1905 في مونتروز في الولايات المتحدة، وتوفي في 3 فبراير 1969 في غلينديل في الولايات المتحدة.